# Dispositiu d'expansió

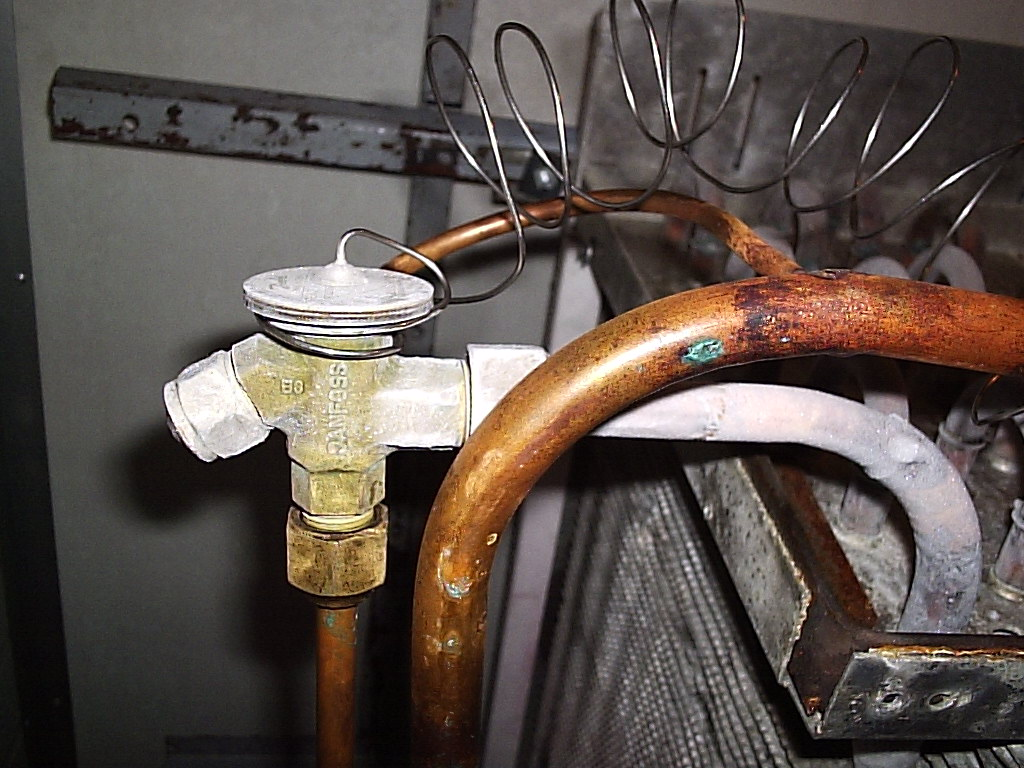
Válvula de expansión termostática VETX per R22 Danfoss TEX2 instal·lada en evaporador frigorífic d'expansió seca.

Dins la tecnologia de la refrigeració, uns dispositiu d'expansió  és un element que disminueix la pressió d'un fluid passant d'un estat de més alta pressió i temperatura a un altre de menor pressió i temperatura. En produir-se l'expansió del líquid en un ambient de menor pressió, s'evapora parcialment reduint la temperatura en absorbir calor latent d'ell mateix. A la seva sortida es pretén tenir un aerosol, és a dir petites gotes de refrigerant en suspensió, que faciliti la posterior evaporació. Són àmpliament utilitzats en sistemes de refrigeració i aire condicionat, sent els més comuns:
- El tub capil·lar: en els frigorífics domèstics i petits sistemes climatitzadors.
- La vàlvula d'expansió; manual, termostàtica (VET), electromecànica i automàtica.
- El restrictor.

Aquest dispositiu més, i segons el seu tipus, regula el cabal de refrigerant en circulació, adequant-lo a la càrrega tèrmica a la qual es veu sotmès el sistema frigorífic, així com a les temperatures dels mitjans de treball. El fenomen conegut com a "flash-gas" altera el seu funcionament. Al dispositiu d'expansió hi ha d'arribar únicament líquid perquè reguli adequadament el cabal de refrigerant.